# Rosendals värdshus

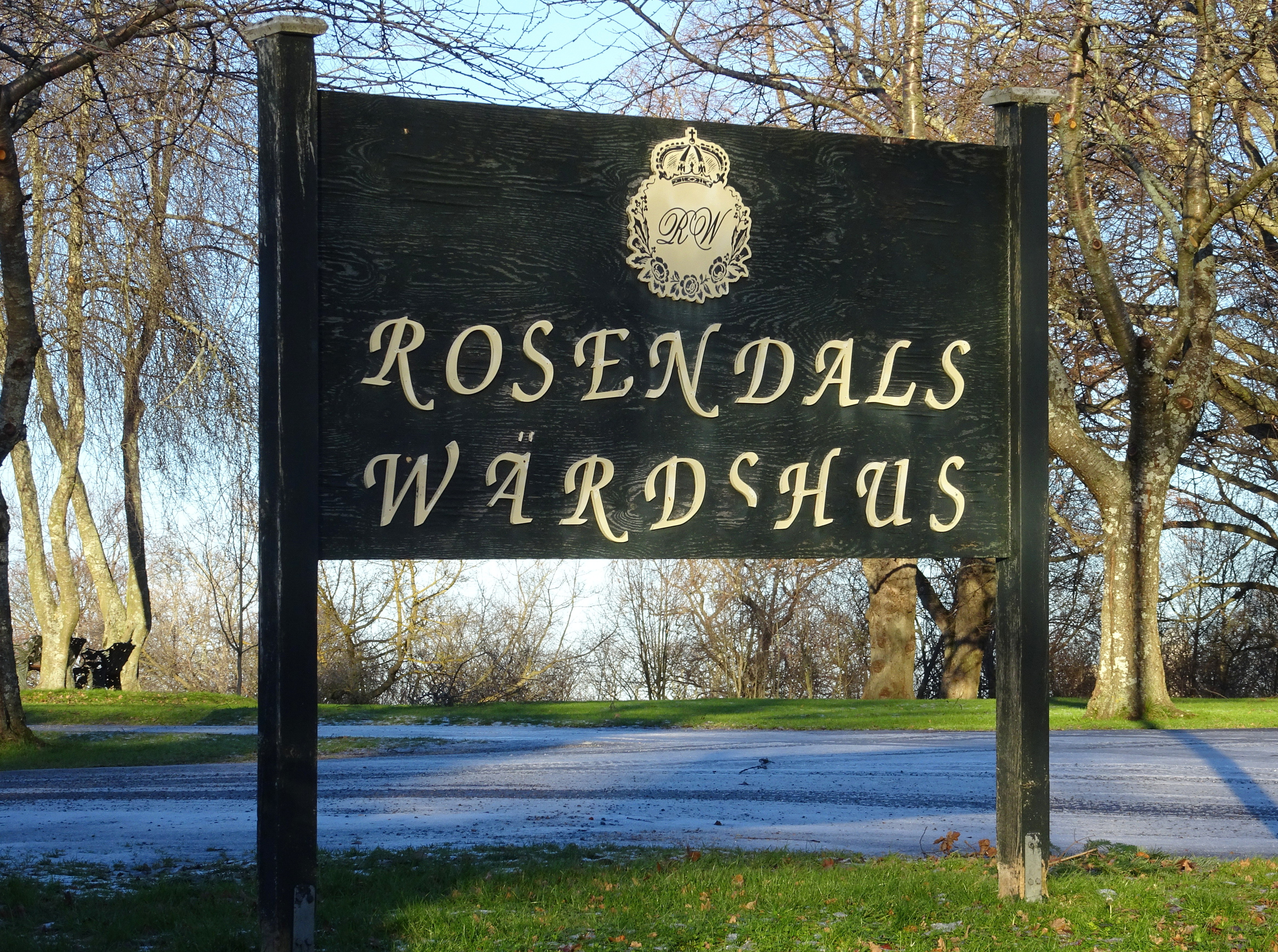
Rosendals Wärdshus

Rosendals värdshus (officiellt Rosendals Wärdshus) är en sommarrestaurang vid Rosendalsterrassen 3 på Södra Djurgården i Stockholm. Byggnaden uppfördes 1915 och är grönmärkt av Stadsmuseet i Stockholm, vilket innebär "att bebyggelsen bedöms vara särskilt värdefull från historisk, kulturhistorisk, miljömässig eller konstnärlig synpunkt".

## Historik

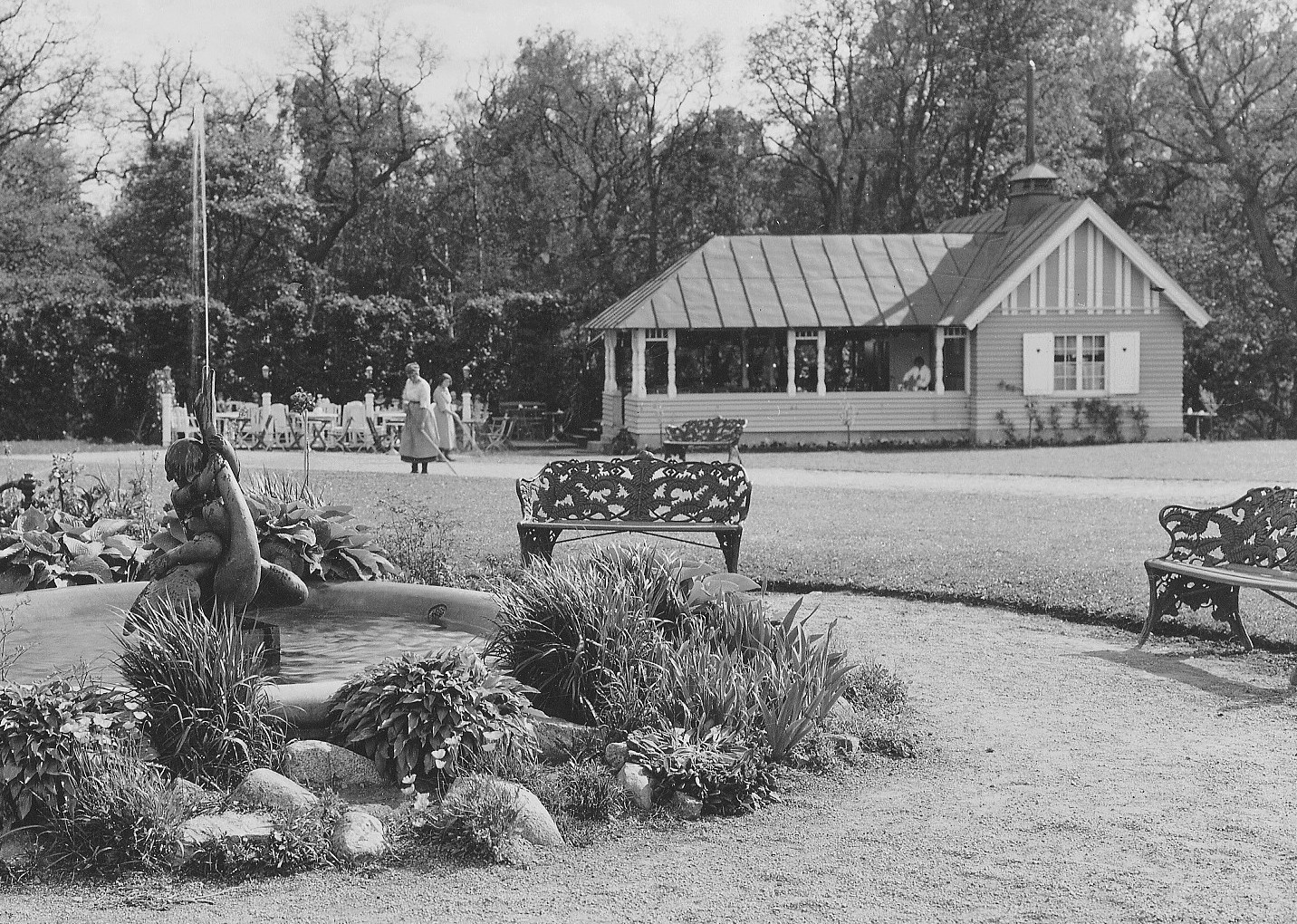
Kafépaviljongen Terrassen 1927.

På Rosendals terrass låg ursprungligen det stora växthuset, Victoria Regia-huset, för Rosendals trädgård. Det revs 1911 och kvar blev bara villan som var Trädgårdsdirektörens bostad. Den första byggnaden som utgör en del av dagens värdshus uppfördes 1915 ungefär på platsen för Kruken Rosenthal (Krogen Rosendal), besjungen av Carl Michael Bellman i Fredmans epistel nr 73.
Till en början fanns här en liten kafépaviljong med öppen veranda som byggdes på initiativ av konditorn Kihlström och kallades Terrassen. Huset formgavs i enkel nationalromantisk stil med svarvade pelare, fönsterluckor och fasader klädda med gulmålad fjällpanel. I restaurangens trädgård restes 1922 fontänskulpturen Gosse lekande med svan av Theodor Lundberg.
Under årens gång blev den ursprungliga paviljongen om- och tillbyggd och 1998 kompletterat med en stor inglasad matsalsveranda i sydost som ersatte en tidigare utbyggnad. För utformningen stod Nyréns arkitektkontor. 2005 förlängdes paviljongens gavel mot norr med en utebar. Rosendals värdshus är en sommarrestaurang, öppet under sommarhalvåret samt under en del av december där man serverar julbord. Idag (2018) drivs verksamheten av Djurgårdsrestauranger AB som även äger Restaurang Josefina vid Galärvarvsvägen 10.

## Bilder

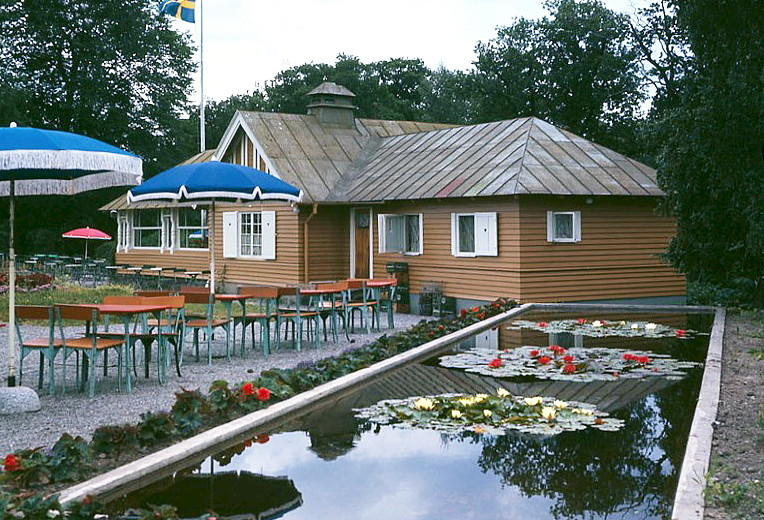
Juli 1966.
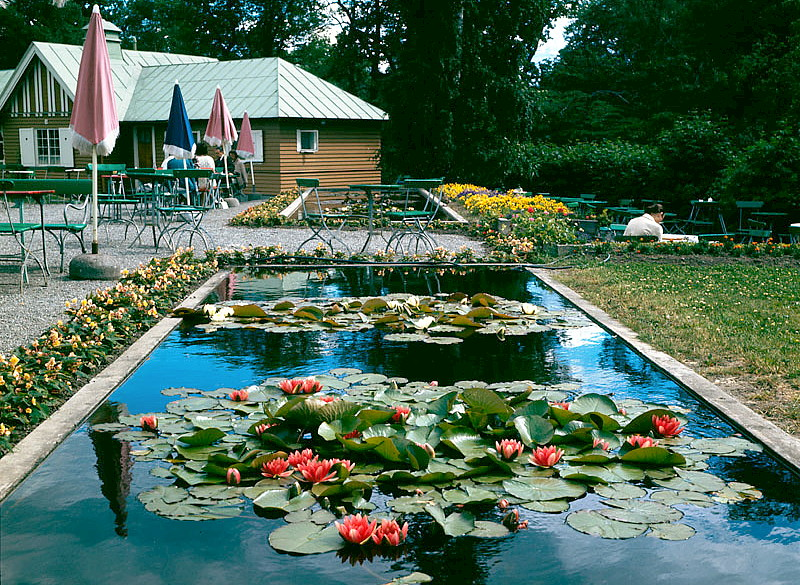
Augusti 1967.
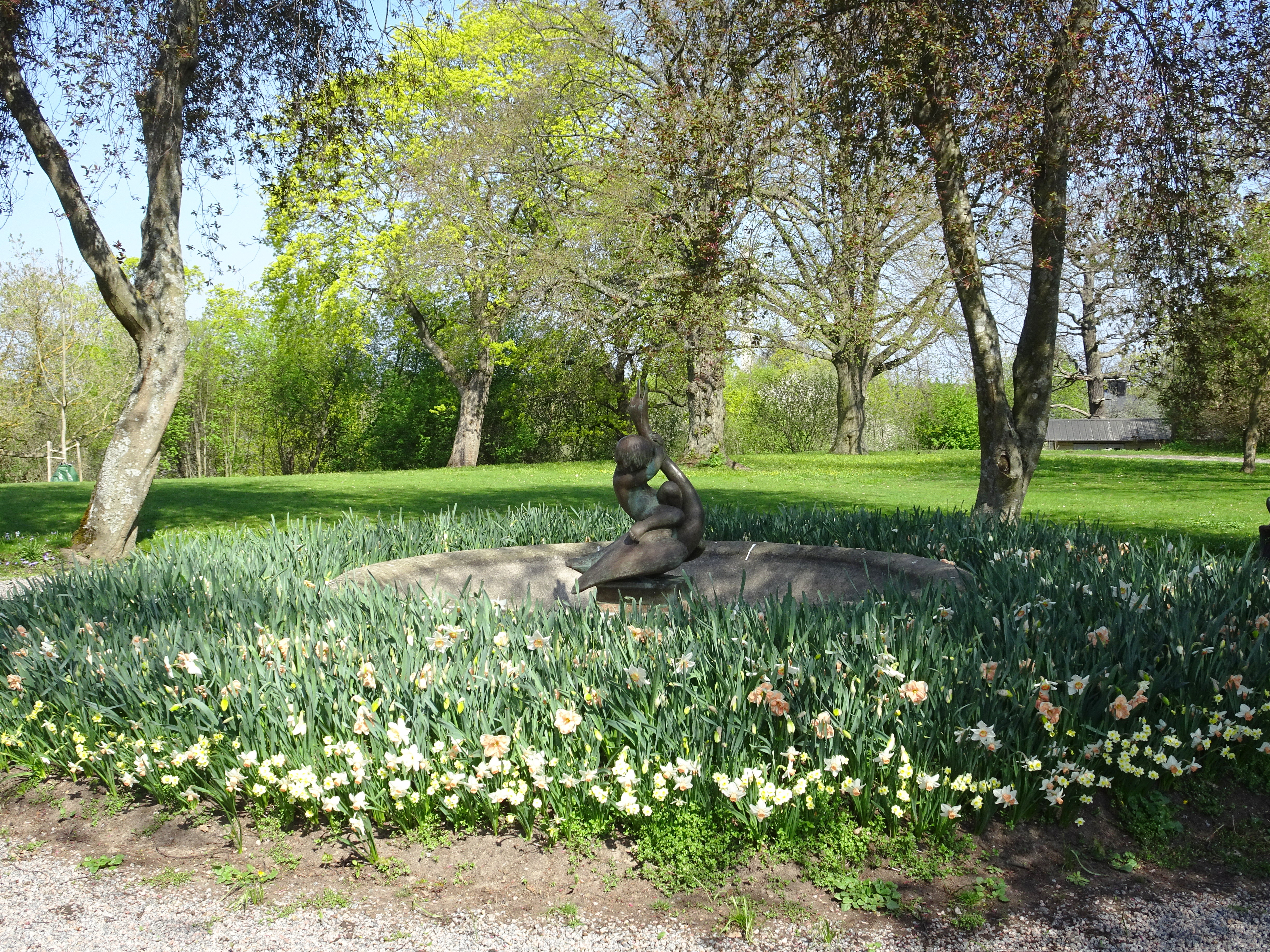
Fontänskulpturen "Gosse lekande med svan".
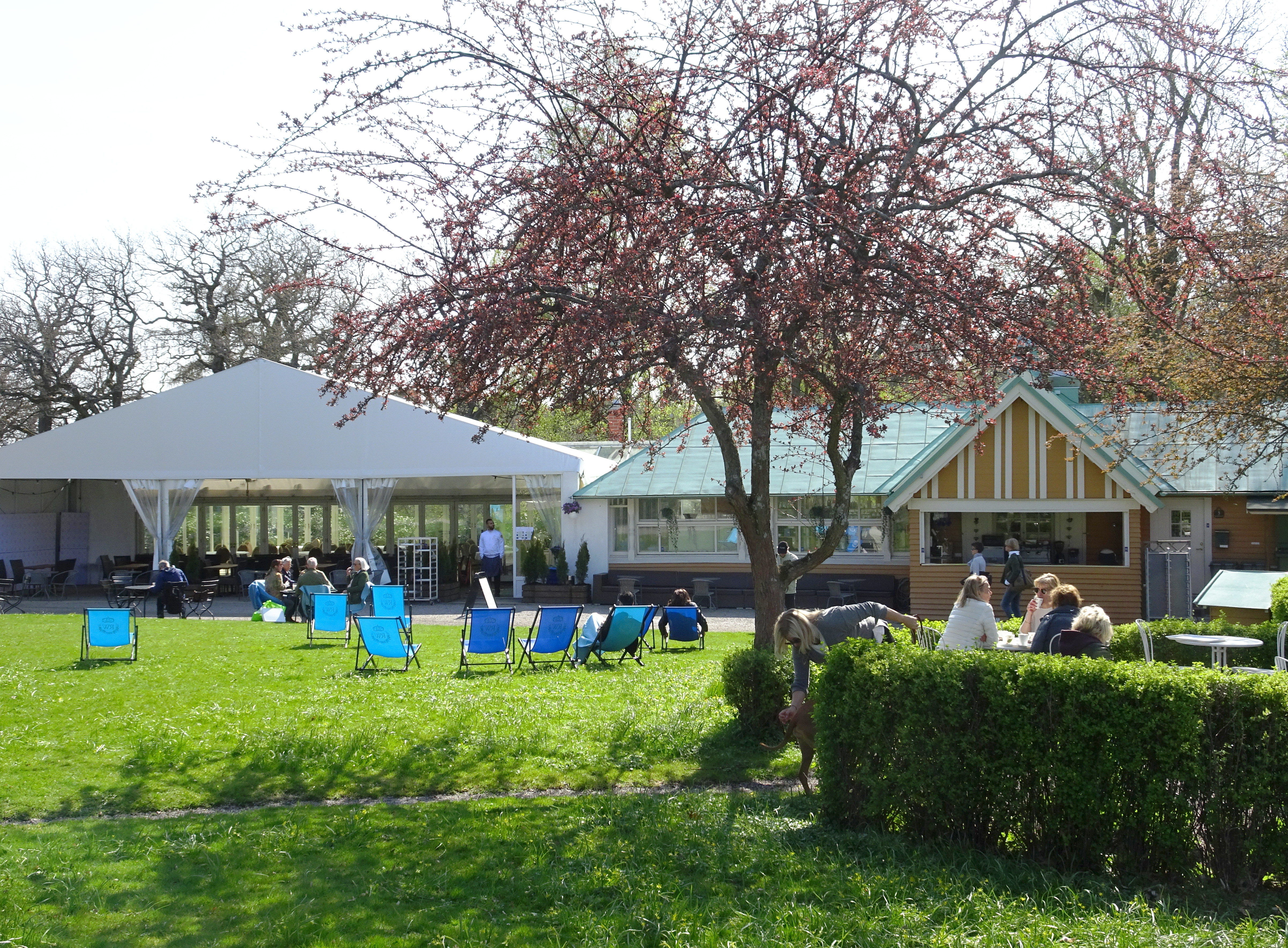
April 2019.
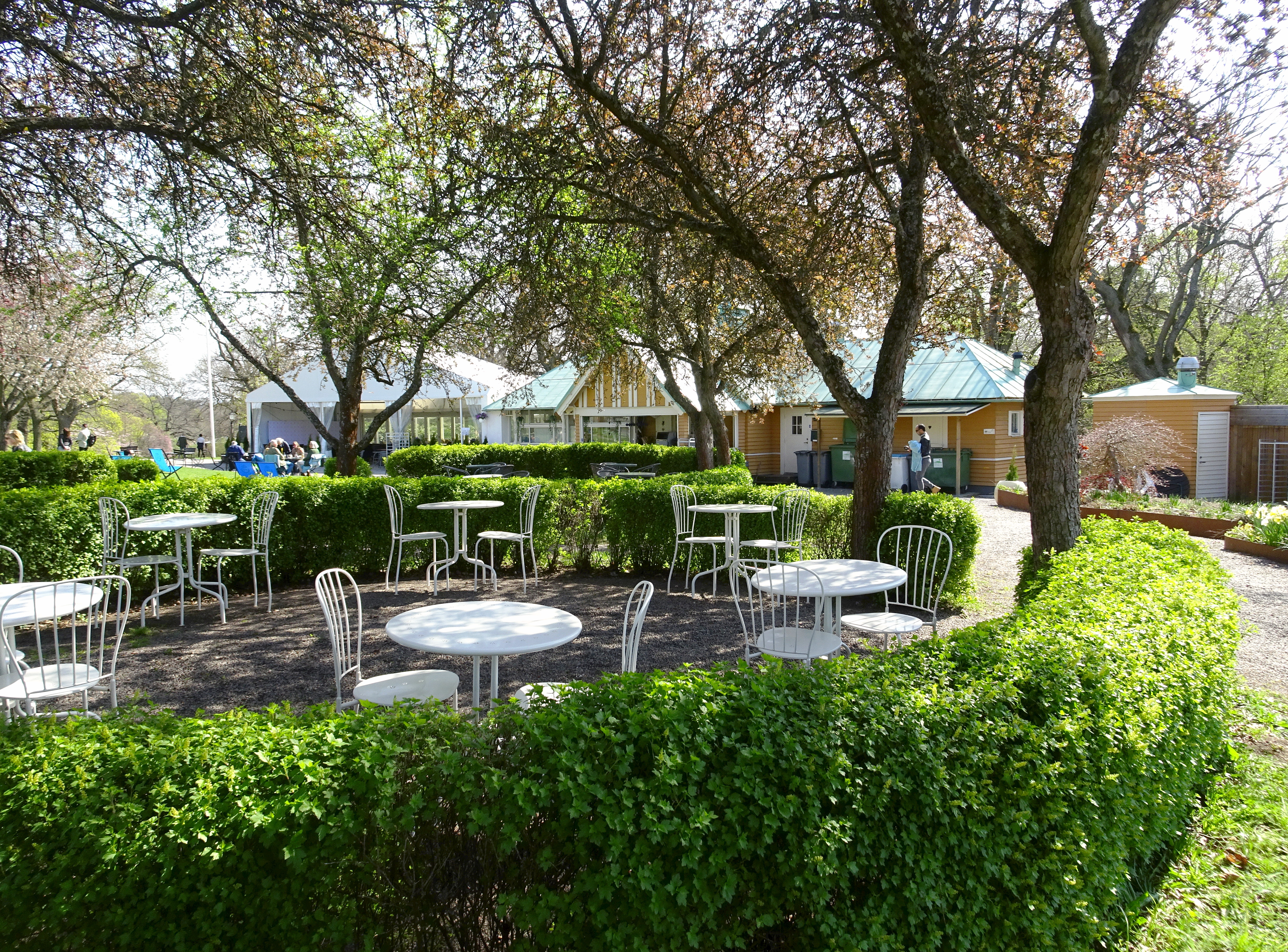
April 2019.